# Бартлетт (Теннессі)
Бартлетт (англ. Bartlett) — місто (англ. city) в США, в окрузі Шелбі штату Теннессі. Населення — 57 786 осіб (2020).

## Географія
Бартлетт розташований за координатами 35°13′49″ пн. ш. 89°49′19″ зх. д. / 35.23028° пн. ш. 89.82194° зх. д. (35.230222, -89.821863).  За даними Бюро перепису населення США в 2010 році місто мало площу 69,07 км², з яких 69,03 км² — суходіл та 0,05 км² — водойми. В 2017 році площа становила 83,64 км², з яких 83,59 км² — суходіл та 0,05 км² — водойми.

## Демографія
Згідно з переписом 2010 року, у місті мешкало 54 613 осіб у 19 456 домогосподарствах у складі 15 552 родин. Густота населення становила 791 особа/км².  Було 20143 помешкання (292/км²).
Расовий склад населення:
| - 78,7 % — білих - 16,1 % — чорних або афроамериканців - 2,5 % — азіатів - 0,3 % — корінних американців |

До двох чи більше рас належало 1,6 %. Частка іспаномовних становила 2,7 % від усіх жителів.
За віковим діапазоном населення розподілялося таким чином: 25,3 % — особи молодші 18 років, 62,2 % — особи у віці 18—64 років, 12,5 % — особи у віці 65 років та старші. Медіана віку мешканця становила 40,4 року. На 100 осіб жіночої статі у місті припадало 93,5 чоловіків;  на 100 жінок у віці від 18 років та старших — 90,0 чоловіків також старших 18 років.
Середній дохід на одне домашнє господарство  становив 92 502 долари США (медіана — 81 158), а середній дохід на одну сім'ю — 100 175 доларів (медіана — 89 096). Медіана доходів становила 58 965 доларів для чоловіків та 44 174 долари для жінок. За межею бідності перебувало 5,7 % осіб, у тому числі 10,2 % дітей у віці до 18 років та 7,0 % осіб у віці 65 років та старших.
Цивільне працевлаштоване населення становило 28 328 осіб. Основні галузі зайнятості: освіта, охорона здоров'я та соціальна допомога — 25,4 %, роздрібна торгівля — 11,4 %, виробництво — 11,1 %.